# Sasha Gryzlov
Alexander "Sasha" Gryzlov (en ruso Александр "Саша" Грызлов) (23 de enero de 1961, Tula, Rusia) es un violinista ruso con trayectoria profesional en México.

## Biografía
Inició sus estudios musicales a los nueve años de edad en la Escuela de Música de Tula, con los profesores Emilia Sidorova y Valery Vorona (alumno de Leonid Bulatov).
De 1982 a 1988, estudió en Moscú en el Instituto "Gnesin", con el profesor Leonid Bulatov (alumno de Bondarenco y David Oistrakh).
En 1987 ingresa a la Orquesta Sinfónica de Cinematografía bajo la dirección del maestro Emin Kjachaturian, en la que actúa también como solista, al igual que en la Orquesta del Instituto "Gnesin".
Desde 1990 hasta la fecha es integrante de la Orquesta Sinfónica del Estado de México, dirigida por el maestro Enrique Bátiz.
En México ha formado parte de diversos grupos musicales, tocando música de cámara y popular.
Es ampliamente conocido en las regiones del Estado de México y México, D. F., capital de la República Mexicana.

## Discografía
- Ensueño (1999)
- Romanza en Dongú (1999)
- Sentimientos (2000)
- Murmullo (2001)
- Flor de azalea (2002)
- Que seas Feliz (2004)
- Feliz Navidad (2006)
- Las Hojas Muertas (2007)
- Perfume de amor (2011)
- Uruapan de Antaño (2011)
- Violin Clasico (2015)
- Lo mejor de...Sasha Gryzlov